# Belomitra radula
Belomitra radula is een slakkensoort uit de familie van de Belomitridae. De wetenschappelijke naam van de soort is voor het eerst geldig gepubliceerd in 2012 door Kantor, Puillandre, Rivasseau & Bouchet.